# Теризинозавриди
Теризинозавриди (Therizinosauridae) — родина рослиноїдних або всеїдних тероподових динозаврів, що належать до групи Therizinosauroidea. Викопні рештки теризинозавридів були виявлені у відкладеннях від середньої до пізньої крейди в Монголії, Китаї і США.

## Опис
Характерними особливостями даної групи є наявність великих кігтів косої форми. Також можливо, що представники родини мали примітивне оперення.

## Поширення
В цей час[коли?] основні представники даної родини відомі з крейдяних відкладень, знайдених в Азії: Казахстан, Китай, Монголія, Росія і Таджикистан. Найдений в ранньоюрських шарах Eshanosaurus на територіі Китаю, можливо також належить до даної родини й в такому випадку буде найбільш раннім з відомих теризинозавридів. Окрім того відомий один рід з пізньокрейдяних відкладень Північної Америки — Nothronychus, знайдений в штатах Нью-Мексико і Юта.

## Класифікація

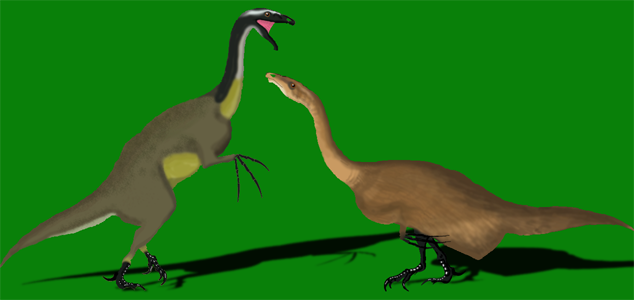
Енігмозаври

Термін «теризинозавриди» був запропонований Євгеном Малєєвим в 1954 р., за назвою одного з його представників — Теризинозавра, якого Малєєв спочатку вважав видом гігантської черепахи. Подальші дослідження показали, що теризинозавр був дійсно дивним тероподом, і що загадкові сегнозавриди були тим же, що і теризинозавриди. Оскільки термін теризинозавриди був запропонований раніше, ніж термін сегнозавриди, друга назва стала синонімом першої, як така що має таксономічний пріоритет. Вперше точне філогенетичне визначення родини теризинозавридів було дано Полом Серено в 1998 р., який визначив їх як динозаврів, близьких до орнітомімуса. В 2005 р. була уточнена класифікація теризинозавридів.

### Таксономія
- Родина: Теризинозавриди
  - Рід: Наншіунгозавр
  - Рід: Неймонгозавр
  - Рід: Нотроніхус (Nothronychus)
  - Рід: Сегнозавр
  - Рід: Сузозавр
  - Рід: Теризинозавр
  - Рід: Енігмозавр
  - Рід: Ерліанозавр
  - Рід: Ерлікозавр ( Erlikosaurus) — (Монголія)

### Філогенія
|         | Сегнозавр                                                   |
|         |                                                             |
| unnamed | \| \| Ерлікозавр \| \| \| \| \| \| Теризинозавр \| \| \| \| |
|         | \| \| Ерлікозавр \| \| \| \| \| \| Теризинозавр \| \| \| \| |
|         | Ерлікозавр                                                  |
|         |                                                             |
|         | Теризинозавр                                                |
|         |                                                             |

|  | Ерлікозавр   |
|  |              |
|  | Теризинозавр |
|  |              |

|         | Сегнозавр                                                   |
|         |                                                             |
| unnamed | \| \| Ерлікозавр \| \| \| \| \| \| Теризинозавр \| \| \| \| |
|         | \| \| Ерлікозавр \| \| \| \| \| \| Теризинозавр \| \| \| \| |
|         | Ерлікозавр                                                  |
|         |                                                             |
|         | Теризинозавр                                                |
|         |                                                             |

|  | Ерлікозавр   |
|  |              |
|  | Теризинозавр |
|  |              |